# Sebaldus Baumann
Sebaldus Baumann, en alemán: Selbald Baumann (Nuremberga, c. 1515-¿?, después de 1590) fue un cantor y maestro de capilla alemán.

## Vida
Bauman procedía de una respetada familia de artesanos de Nuremberga. Estudió en Wittenberg a partir del semestre de invierno de 1537. En 1540, por recomendación de Melanchthon, fue nombrado primer maestro de capilla (kantor) protestante de la escuela de la iglesia de la Santa Cruz de Dresde, y en 1551 se convirtió en ciudadano de la ciudad de Dresde.
Durante posesión del su magisterio en la iglesia de la Santa Cruz parece que Baumann mantuvo diferencias con el Stadtpfeifer Jakob, presumiblemente debido a los ingresos obtenidos de las actuaciones en bodas. Baumann también tuvo problemas financieros. Cuando el cabildo local lo confrontó en 1553 por sus deudas, Sebaldus respondió con ira e insultos y fue encarcelado durante tres días.
En 1553 fue despedido de su trabajo como maestro de capilla por descuidar sus deberes, pero al parecer pronto encontró trabajo como tenor en la capilla del elector de Dresde, probablemente bajo el magisterio de Johann Walther. En 1557 se le ordenó de nuevo pagar deudas de cien florines. Es probable que lo arrestaran por insolvencia yperdiese su nuevo puesto de trabajo.
Más tarde se convirtió en el mesonero de la posada Zum Güldenen Löwen. En esta capacidad fue mencionado por última vez en mayo de 1590 en los archivos del archivo del consejo de la ciudad de Dresde.

## Obra
Se sabe que Baumann copió libros de música, como el Cantionale de Vicenzo Ruffo, y trató de venderlos como propios bajo el título Cantionale aliquot Missarum Sebaldi Baumanni. De las composiciones propias de Baumann han sobrevivido menciones de misas, motetes y un magnificat, documentos que desaparecieron durante el bombardeo de Dresde en 1945.